# Picquigny
Picquigny là một xã ở tỉnh Somme, vùng Hauts-de-France, Pháp.

## Địa lý
Thị trấn này tọa lạc tại giao lộ của các đường N235, the D141 và đường D3, bên bờ sông Somme, khoảng 8 dặm Anh về phía tây bắc Amiens. Ở đây có nhà ga đường sắt.

## Dân số
| 1962                                                           | 1968 | 1975 | 1982 | 1990 | 1999 |
| -------------------------------------------------------------- | ---- | ---- | ---- | ---- | ---- |
| 1195                                                           | 1309 | 1322 | 1381 | 1397 | 1386 |
| Số liệu điều tra dân số từ năm 1962, dân số không tính hai lần |      |      |      |      |      |